# Avia BH-25
Dimensions
L'Avia BH-25 est un avion de transport commercial tchécoslovaque de l'entre-deux-guerres.

## Origine et développement
C’est pour répondre à un appel d’offres de la compagnie aérienne tchécoslovaque CLS que Pavel Beneš et Miroslav Hajn entreprirent la réalisation d’un appareil commercial. Ils dessinèrent un biplan monomoteur de construction mixte, le plan inférieur étant plus long que le plan supérieur dans la lignée des chasseurs biplans alors produits par la firme Avia. Contrairement aux productions antérieures de la firme, le revêtement du fuselage et du bord d’attaque des ailes était réalisé en bois contreplaqué moulé, la partie arrière des ailes et les empennages étant entoilés. Le stabilisateur était contreventé, empennage ne comportant pas de plan fixe et une dérive compensée aérodynamiquement. Le train d’atterrissage était fixe, à essieu. Cet appareil pouvait transporter 6 passagers dans une cabine fermée accessible par une porte située sur le flanc gauche, 100 kg de bagages et deux pilotes en postes ouverts.
Le prototype [L-BABA] a fit son premier vol en juillet 1926 avec un moteur en ligne Lorraine-Dietrich de 450 ch construit sous licence par Skoda. Après une première tranche d’essais en vol il fut renvoyé en usine pour modifications : l’empennage vertical fut modifié pour recevoir une dérive classique et un gouvernail, les réservoirs, situés initialement sous le plan supérieur, furent noyés dans le profil et surtout le moteur en ligne fut remplacé par un Bristol Jupiter IV en étoile produit par Walter.

## Production
- Avia BH-25L : 1 prototype à moteur Lorraine-Dietrich de 450 ch, converti ensuite en BH-25J.
- Avia BH-25J : 11 appareils de série à moteur Bristol Jupiter IV de 420 ch, plus le BH-25L remotorisé.

## Utilisateurs
- Tchécoslovaquie : La compagnie nationale CLS prit livraison de 5 appareils de série [L-BABB/F] entre février et juin 1928, pour les mettre en service sur Berlin et Rotterdam au départ de Prague. Un exemplaire [L-BABD] s’étant écrasé à Rittershagen, près de Cassel, en Allemagne le 9 mai 1929, il fut remplacé le mois suivant par le prototype. Devenus [OK-ABA/C] et [OK-ABE/F] peu après, ces appareils furent retirés d’exploitation en 1936 et brièvement utilisés comme avions de transport et de liaisons militaires avant de finir comme cibles d’entrainement.
- Roumanie : 6 appareils furent livrés à la compagnie aérienne roumaine SNNA [C-RENO, C-RIBI, C-RITA, C-RIZA, C-ROIU, C-ROVA]. À la création de LARES en 1930 il n’en restait que 4 en service, qui furent réimmatriculés [CV-ADI, CV-ANA, CV-AUP et CV-AVA].